# توسکولا (ایلینوی)
توسکولا، ایلینوی (به انگلیسی: Tuscola, Illinois) یک شهر در ایالات متحده آمریکا با جمعیت ۴٬۴۸۰ نفر است که در ایلی‌نوی واقع شده‌است.

## موقعیت جغرافیایی
موقعیت جغرافیایی شهرها و مناطق اطراف به شرح زیر است: